# Maureen Tuimalealiifano
Maureen Tuimalealiifano (Saleimoa, 17 oktober 1970) is een Samoaans voormalig boogschutster.

## Carrière
Tuimalealiifano nam in 2012 deel aan de Olympische Spelen waar ze werd uitgeschakeld in de eerste ronde door Lee Sung-jin. Ze wist zich met een 4e plaats op het Oceanisch kwalificatietoernooi te kwalificeren voor de Olympische Spelen.